# Concertos pour piano no 1-4 de Mozart
Les quatre premiers concertos pour piano nos 1 à 4 (numérotés K. 37 et 39-41) ont été écrits par Wolfgang Amadeus Mozart à l'âge de onze ans, à Salzbourg. Son père Leopold Mozart a noté que ces concertos avaient été terminés en avril 1767 pour le K. 37 et en juillet pour les K. 39-41.

## Historique
Pendant longtemps, ils ont été considérés comme des œuvres originales. Aujourd'hui, nous savons qu'il s'agit en fait d'orchestrations de sonates de divers compositeurs allemands. Les œuvres sur lesquels se basent les concertos ont été publiées en grande partie à Paris, et il est probable que Mozart et sa famille les ont connues ou leurs auteurs durant leur séjour à Paris en 1763-1764.
En exploitant les mouvements de sonates d'autres compositeurs, le jeune Mozart semble s'être initié à la manière de résoudre les problèmes que soulève la composition de concertos pour piano. Il est possible que Leopold Mozart ait planifié d'utiliser ces œuvres comme méthode d'apprentissage. Il poussait le jeune Mozart à aborder sans détours tous les principaux problèmes de composition. Cette hypothèse est confortée par deux faits. Premièrement, Leopold a exclu ces quatre premiers concertos de sa liste de 1768, ce qui suggère qu'il ne les considérait pas réellement comme des créations de son fils. Deuxièmement, dans les quatre autographes, on reconnaît la main de Mozart et celle de Leopold (à noter que le K.41 est principalement écrit par Leopold).

## Concertono1enfa majeur,K.37
Pour les articles homonymes, voir K37.
Composé en avril 1767, ce concerto est écrit pour cordes, piano (ou clavecin) et une paire de hautbois et de cors. Il comporte trois mouvements :
1. Allegro, en fa majeur
2. Andante, en do majeur
3. Allegro

Durée : environ 16 minutes
Le premier mouvement s'inspire de la sonate pour violon opus 1 n° 5 (1762) d'Hermann Friedrich Raupach (1728-1778).
L'origine du second mouvement est inconnue. Eric Blom, éditeur de la 5e édition du Grove's Dictionary (1954), suggère que ce mouvement est réellement une composition de Mozart.
Le mouvement final se base sur la sonate pour clavier opus 2 n° 3 (1763) de Leontzi Honauer (ca.1730 - ca.1790), originaire de Strasbourg.

## Concertono2ensi bémol majeur,K.39
Pour les articles homonymes, voir K39.
Composé en 1767, ce concerto est écrit pour cordes, piano (ou clavecin) et une paire de hautbois et de cors. Il comporte trois mouvements :
1. Allegro spiritoso, en si bémol majeur
2. Andante staccato
3. Molto allegro

Durée : environ 15 minutes
Les premier et troisième mouvements sont à nouveau de Raupach, alors que le mouvement lent est basé sur une pièce de Johann Schobert, un compositeur admiré par Mozart.

## Concertono3enré majeur,K.40
Pour les articles homonymes, voir K40.
Composé en juillet 1767, ce concerto est écrit pour cordes, piano (ou clavecin) et une paire de hautbois, de cors et de trompettes. Il comporte trois mouvements :
1. Allegro maestoso, en ré majeur
2. Andante
3. Presto

Durée : environ 14 minutes
Le premier mouvement s'inspire de la sonate pour clavier opus 2 n° 1 (1763) de Leontzi Honauer (ca.1730 - ca.1790) ; le second, de la sonate pour violon opus 1 n° 4 (1763) de Johann Gottfried Eckard ; le troisième, de la pièce dite "La Boehmer" opus H 81 (1756) de Carl Philipp Emmanuel Bach.
Les cadences de Mozart pour ce concerto ont été sauvées.

## Concertono4ensol majeur,K.41
Pour les articles homonymes, voir K41.
Composé en juillet 1767, ce concerto est écrit pour cordes, piano (ou clavecin) et une paire de cors et de flûtes. Il comporte trois mouvements :
1. Allegro
2. Andante, en sol mineur.
3. Molto Allegro

Durée : environ 14 minutes
Les premier et troisième mouvements s'inspirent de la sonate pour clavier opus 1 n° 1 (1761) de Leontzi Honauer (ca.1730 - ca.1790) ; le second, de la sonate pour violon opus 1 n° 1 (1762) d'Hermann Friedrich Raupach (1728-1778).

## Évaluation
En comparaison avec les concertos postérieurs de Mozart ou ceux de Johann Christian Bach, il s'agit d'œuvres assez pauvres. Les préludes que Mozart a ajoutés aux sonates ne présentent pas une richesse de thèmes, comme ce sera typique dans ses œuvres postérieures. Ni l'exposition ni la section centrale n'offrent de nouveaux matériaux thématiques. Le rôle joué par le clavier comme soliste ou basse continue n'est pas clairement séparé. Cependant, certains traits des structures postérieures peuvent être détectés: par exemple, la taille relative des sections est approximativement similaire, bien que dans un cadre beaucoup plus restreint.